# Santiniketan
Santiniketan (hindi: हिन्दी, Šantiniketan; što znači „prebivalište mira”) je susjedstvo (fizička društvena zajednica unutar grada) u gradu Bolpuru, distrikt Birbhum u indijskoj državi Zapadni Bengal, oko 152 km sjeverno od Kolkate. Osnovao ga je 1901. god. Rabindranath Tagore, slavni bengalski pjesnik i dobitnik Nobelove nagrade za književnost 1913. god. kao studentski dom i centar za umjetnost temeljen na drevnim indijskim tradicijama i viziji jedinstva čovječanstva koja nadilazi vjerske i kulturne granice (Visva Bharati).
Organizacija i građevine Santiniketana su se jako razlikovale od prevladavajućih britanskih kolonijalnih arhitektonskih orijentacija s početka 20. st., ali i europskog modernizma tog doba. Santiniketan predstavlja pristupe pan-azijskoj modernosti, crpeći inspiraciju iz drevnih, srednjovjekovnih i narodnih tradicija iz cijele regije. Zbog toga je upisan na UNESCO-ov popis mjesta svjetske baštine u Aziji i Oceaniji 2023. godine.

## Povijest
Godine 1863., Maharshi Devendranath Tagore uzeo je u trajni zakup 20 jutara (81.000 m²) zemlje s dva stabla chhatima (Alstonia scholaris) u Raipuru, Birbhum i tamo je sagradio pansion Šantiniketan Grihu. Pored pansiona izgradio je dvoranu dimenzija 18 x 9 metara za Brahma molitve, inspiriran Kristalnom palačom (izvorno izgrađenom u Hyde Parku u Londonu za Veliku izložbu 1851.) i cijelo područje je postalo poznato kao Santiniketan. Krajem 19. st. nasuprot njemu, malo selo Bhubandanga je raslo i spojilo se sa selom Bolpurom. 
Godine 1901. Rabindranath Tagore je pokrenuo obrazovnu zadužbinu (Brahmacharyaashrama), a od 1925. ova škola na otvorenom čija se pedagogija, prirodna i Montessorijanska, značajno razlikovala od metoda tog vremena, je postala poznata kao Patha Bhavana. 
Tijekom godina, škola se razvila u Sveučilište Visva Bharati (1951.), koje je privuklo mnoge intelektualce i umjetnike, ali i bengalske Santale. 
Osim brojnih kolegija iz humanističkih znanosti, znanosti i obrazovanja, Visva-Bharati nudi niz glazbenih, plesnih i umjetničkih tečajeva te naglasak stavlja na jezične tečajeve. Čak i danas, Santiniketan nalikuje ogromnom kampusu, gdje se akademske i umjetničke aktivnosti, koliko god je to moguće na otvorenom, odvijaju u opuštenom i mirnom ritmu.
Civilna uprava i komercijalni objekti nalaze se u obližnjem gradu Bolpuru, gdje se nalazi i željeznički kolodvor. 

## Odlike
Područje, prosječnoj nadmorskoj visini od 56 m, s dvije strane okružuju rijeke Ajay i Kopai. Iako se cjelokupni okoliš okolnih područja s vremenom erozijom tla (khoai) promijenio, zahvaljujući naporima zajednice središnje područje Santiniketana zadržalo je svoju bliskost s prirodom i obilje vegetacije<ref name=VB>.
Rabindra Bhavana, osnovana 1942. godine, neposredno nakon pjesnikove smrti, središnje je središte Visva Bharatija. Ima muzej, arhiv, knjižnicu i druge jedinice. Čuva veći dio Rabindranathovih rukopisa, korespondencije, slika i skica, 40 000 svezaka knjiga i 12 000 svezaka uvezanih dnevnika, fotografije i brojne predmete povezane s pjesnikovim životom.
Kompleks Uttarayana, koji se nalazi u sjevernom dijelu grada i nalazi se pored Rabindra Bhavane, sadrži zbirku od pet kuća koje je izgradio Rabindranath: reprezentativni Udayan i manje: Udichi i Punascha, te kuće od blata: Shyamali i Konark. Vrtove u kompleksu Uttarayan isplanirao je i uredio pjesnikov sin, Rathindranath Tagore. 
Postoje brojne druge kuće: Dehali, Santoshalaya, Singha Sadan, Dwijaviram, Dinantika, Taladwaj, Chaitya, Ghantatala, Panthasala, Ratan Kuthi, Malancha i dr., svaka sa zanimljivom pričom koja je čini povijesno relevantnom.
Krajolik Santiniketana prošaran je skulpturama Ramkinkara Baija (1906.–1980.) koje su postale dio krajolika kojega je uredio slikar Nandalal Bose (1882.-1966.).
- Skupina pjevača Baula u Santiniketanu
- Upasana Griha paviljon
- Prilaz Santiniketan Grihi
- Udayan Griha
- Natun Bari, zgrada sveučilišta
- Kampus Vidyalaygriho
- Jezična škola Cheena Bhavana
- Sangeet Bhavan, škola plesa i glazbe
- Kala Bhavana, umjetnička škola
- Paschim toran, portal kompleksa 	Ashrama
- Obitelj Santal, skulptura Ramkinkara Baija iz 1938.
- Taladhwaj, blatna koliba sa slamnatim krovom izgrađena oko drveta palme
- Chaitya, blatna kuća sa katranom na krovu predstavlja tipičnu bengalsku kolibu (1934.)
- Kuća nobelovca Amartya Sena u Shantiniketanu

## Osobe povezane sa Santiniketanom
- Debendranath Tagore
- Rabindranath Tagore
- Amartya Sen
- Mukul Dey
- Aung Soe, koji je tamo proveo godinu dana 1951.

## Vanjske poveznice
|  | Zajednički poslužitelj ima još gradiva o temi Santiniketan |

- Subhro Niyogi i Someswar Boral, “West Bengal: Rabindranath Tagore's Santiniketan a Unesco World Heritage”, The Times of India, 18. rujna 2023. ISSN  0971-8257 (engl.)

[[Kategorija:Naselja u Indiji]